# François Sablet
Pour les articles homonymes, voir Sablet (homonymie).
François Jean Sablet, dit Sablet le Romain, né le 23 novembre 1745 à Morges (Suisse) et mort le 24 février 1819 à Nantes est un peintre suisse.

## Biographie
Fils du marchand de tableaux et d’objets d’art, Jacob Sablet et frère aîné de Sablet le jeune, François Sablet se voua, comme lui, à l’étude des beaux-arts. Après des études à Berne, il partit en 1767 pour Paris où il fut l’élève du peintre néoclassique Joseph-Marie Vien, futur directeur de l’Académie de Rome et Premier peintre du Roi.
Il fit ensuite le voyage de Rome, où il quitta le portrait pour le paysage à l’huile, connaissant d’assez grands succès pour le faire surnommer « le Romain » par ses camarades d’ateliers à son retour à Paris en 1777. Il aida Élisabeth Vigée-Lebrun dans les travaux qu’elle exécutait pour Louis XVI, mais la Révolution ayant mis un terme à la situation prospère qu’il s’était faite, il perdit sa fortune en peu de jours et retourna en Suisse.
Revenu à Paris le 2 aout 1793, il se fit recevoir membre de la Société républicaine des arts. Vers 1803, il se décida à suivre l’architecte Mathurin Crucy, dont il avait fait la connaissance, à Nantes où celui-ci le recommanda et le mit en état de se faire une bonne situation. Il se créa rapidement une clientèle comme portraitiste ou paysagiste. Il a ainsi laissé un grand nombre de tableaux en tous genres à Nantes.
En 1812, la Ville de Nantes le chargea de peindre, pour décorer la Bourse, son grand œuvre, six tableaux en grisaille imitant des bas-reliefs et retraçant diverses scènes du séjour de Napoléon dans cette ville : Entrée de l’Empereur à Nantes ; Audience donnée aux magistrats ; La Visite de l’Empereur au lycée ; L’Empereur visitant la ville ; L’Empereur s’embarque sur le yack du commerce ; L’Empereur approuve le plan de la bourse et en ordonne l’achèvement.
À la chute de l’Empire, le gouvernement de la Restauration crut devoir faire recouvrir d'un voile de ses tableaux qui retraçaient trop éloquemment la gloire du souverain qui venait de tomber. Cependant, lors des Cent-Jours, le peuple se porta en foule à la bourse et les découvrit. À la seconde restauration, les toiles furent alors enlevées de la bourse et cédées pour une somme insignifiante à un amateur américain qui les embarqua pour le Nouveau Monde à Lisbonne. 
Selon Albert de Montet, « ses œuvres sont beaucoup moins estimées que celles de son frère ».

## Œuvres

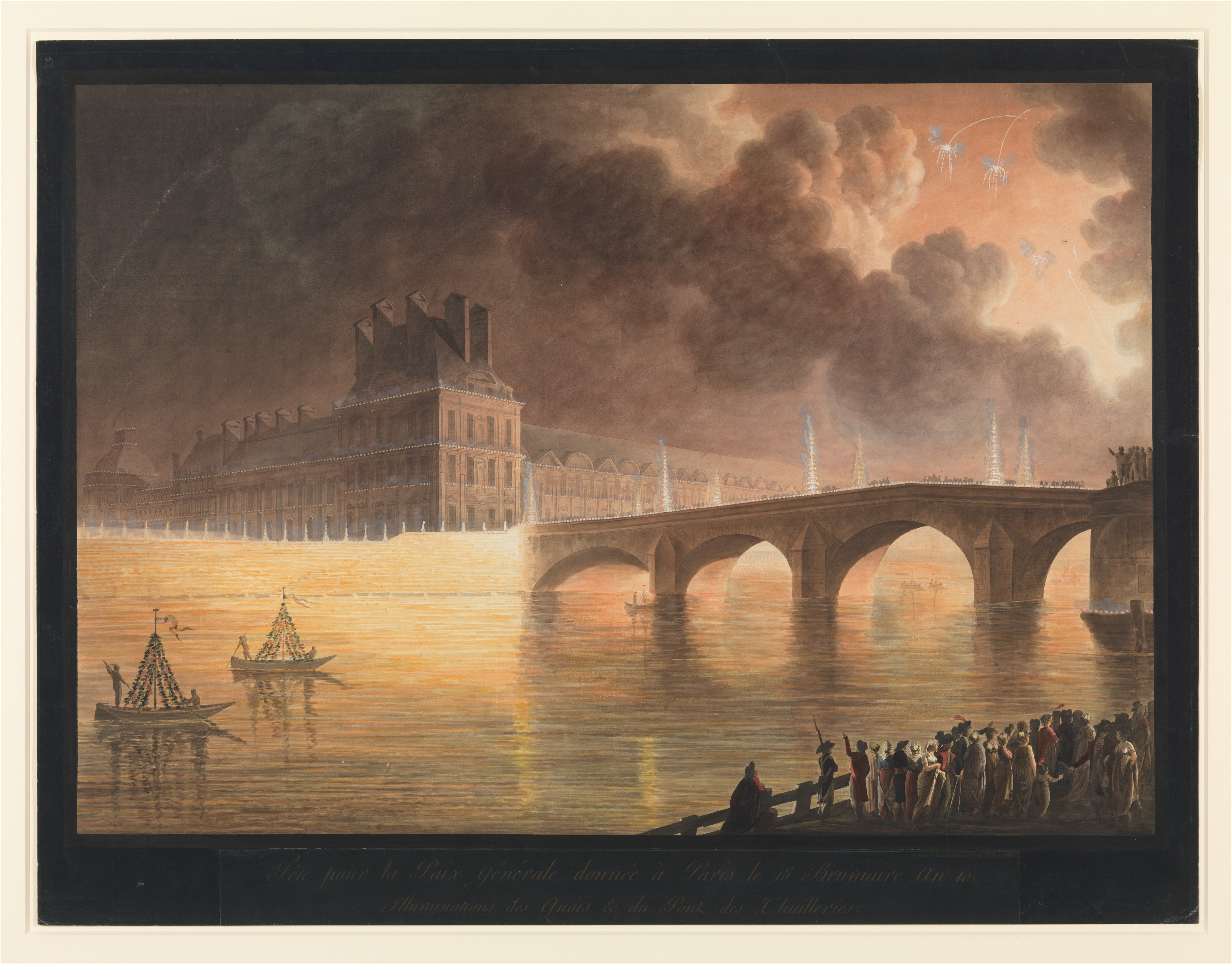
Fête pour la Paix générale donnée à Paris le 18 Brumaire. Pont du Carrousel (1801-1802), New York, Metropolitan Museum of Art.

- Un père de famille dans un jardin avec ses deux enfants, Salon de 1795.
- Une bacchante, Salon de 1795.
- Un officier de dragons au milieu du camp, Salon de 1795.
- Portrait du citoyen Chesnard en porteur d’eau, Salon de 1795.
- Portrait de Gabriel-Marie de La Roche Saint-André et de sa famille, 1797.
- Un orage, Salon de 1799.
- Paysage avec figures, Salon de 1799.
- Deux intérieurs, Salon de 1799.
- Paysage représentant la voie Appienne, au bas de la Rida, Salon de 1804.
- Paysage, fontaine sur la route de Geuzanne à la Ricia, Salon de 1804.
- Portrait de jeune femme dessinant la tête d’Apollon, Salon de 1804.
- Portrait d’homme, Salon de 1804.
- Portrait de Madame Lebleu, 1805, Kaunas, Fondation Alexandre Vassiliev[2].
- Une femme travaillant devant la cheminée de sa cuisine, Salon de 1819.
- Une servante savonne auprès de sa croisée, Salon de 1819.
- Une dame entre la nuit dans sa cuisine en tenant une lumière, Salon de 1819.
- Nantes, musée des Beaux-Arts :
  - Vue de Tivoli et de la campagne de Rome, du côté de la voie Appienne ;
  - Entrée de la Savoie, huile sur bois, 0,10 × 0,33 m ;
  - Vue prise en Italie, huile sur toile, 0,14 × 0,20 m ;
  - Vue prise de Tivoli, huile sur toile, 1,10 × 1,50 m ;
  - Portrait de l’architecte Jean-Baptiste Ceineray, huile sur toile, 0,23 × 0,20 m ;
  - Portrait de Pierre-René Cacault, peintre, ancien pensionnaire de l’école de Rome, frère du sénateur, huile sur toile, 0,23 × 0,20 m ;
  - Vue de cale de la machine, près des Salorges, à Nantes, huile sur toile, 1,18 × 1,51 m.
- Portrait d'homme, 1807, huile sur toile, 23,6 × 20,4 cm, musée des Beaux-Arts de Brest[3].

Œuvres de François Sablet
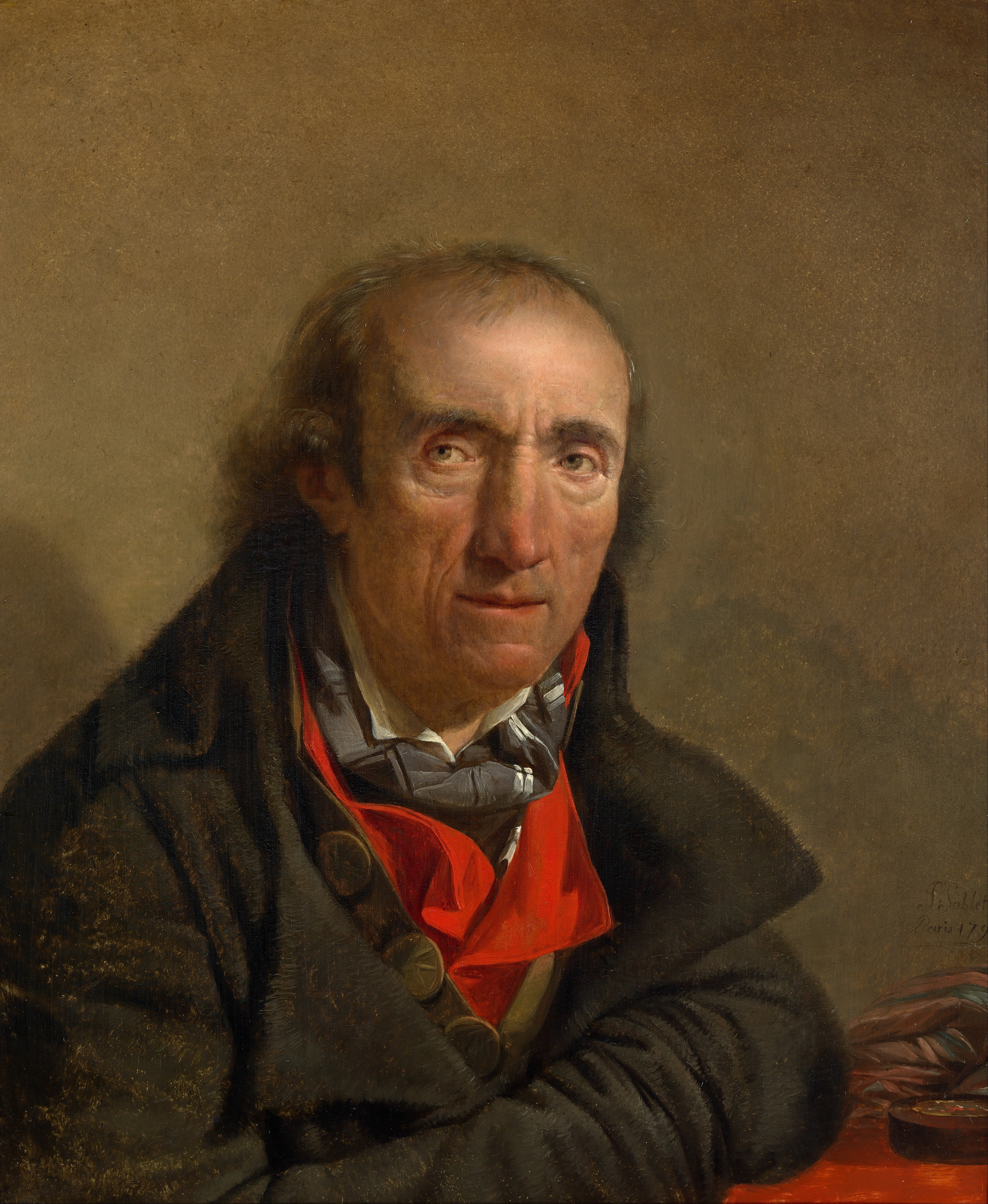
Portrait d'un révolutionnaire (1794), Melbourne, National Gallery of Victoria.
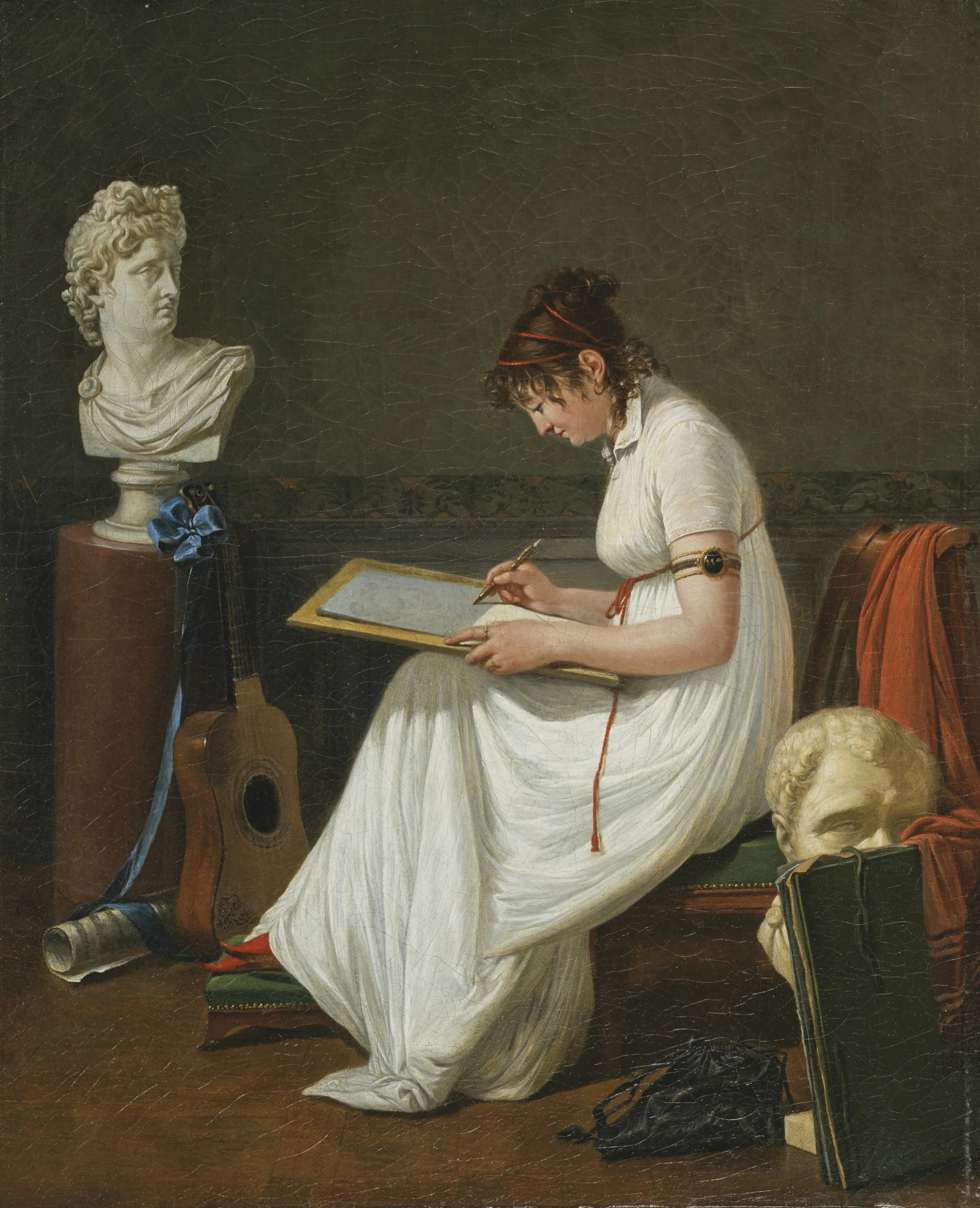
Portrait d'une jeune femme dessinant la tête de l'Apollon, 1804
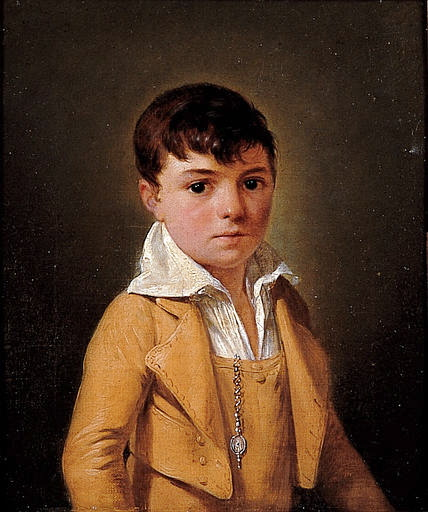
Portrait d'Eugène Crucy âgé de 9 ans (1806), Nantes, château des ducs de Bretagne.
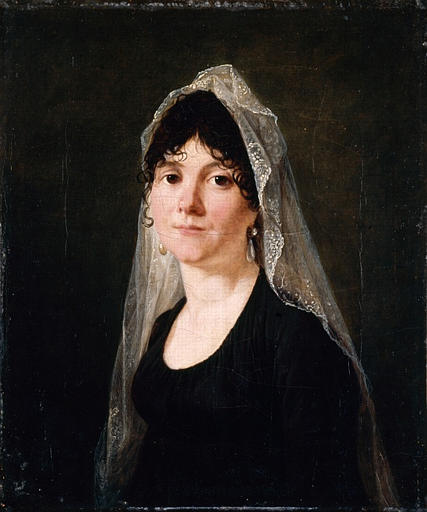
Portrait de Madame Peccot, musée des Beaux-Arts de Nantes.
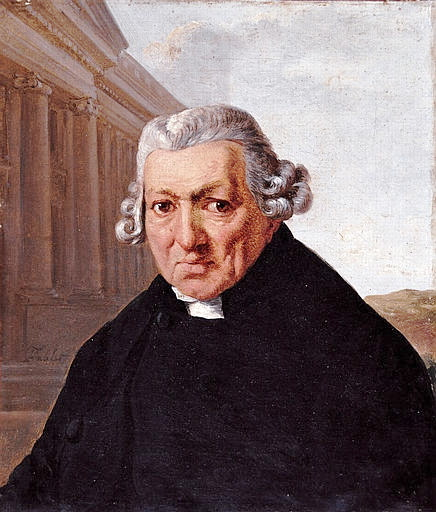
Portrait de l’architecte Jean-Baptiste Ceineray, musée des Beaux-Arts de Nantes.
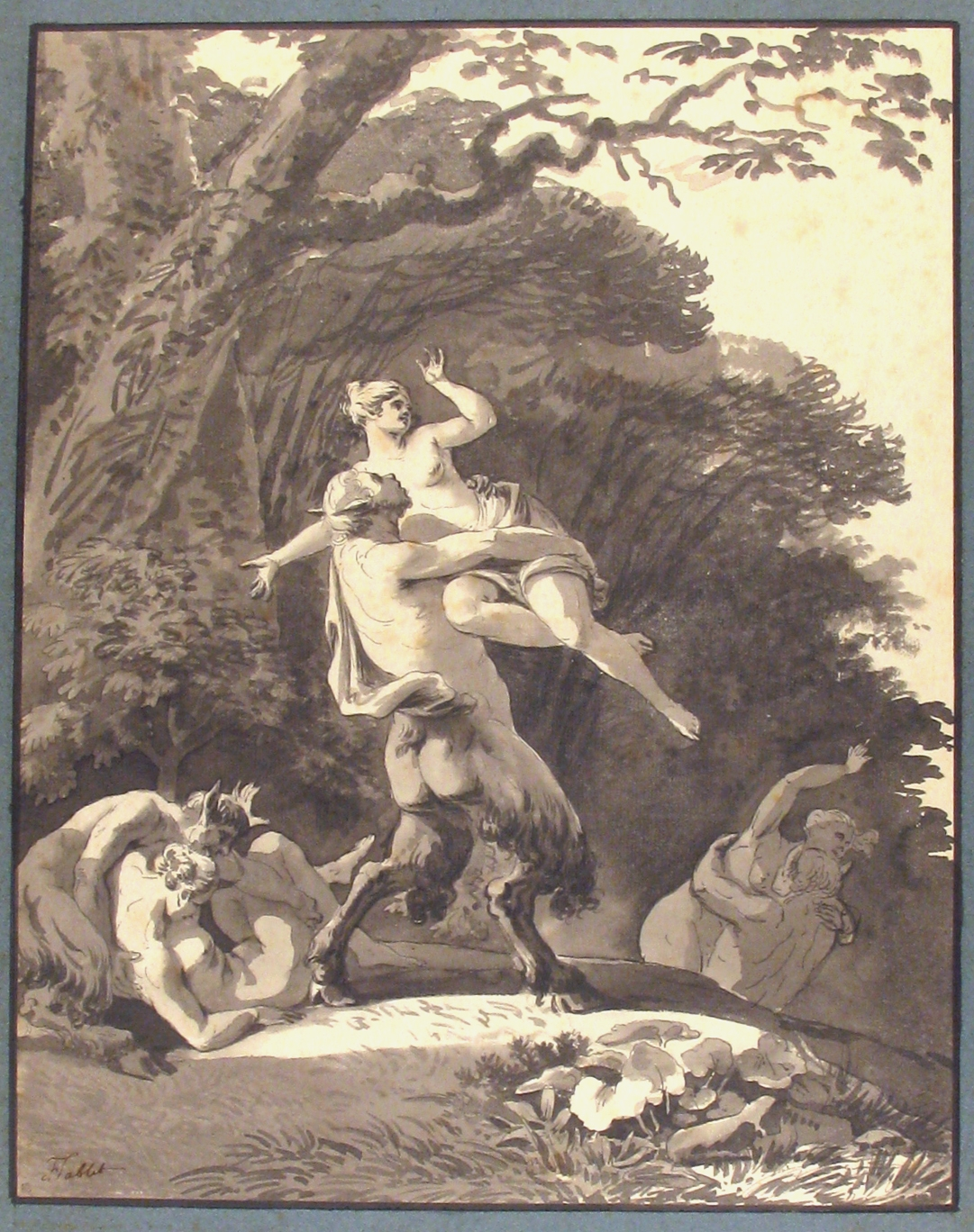
Satyres enlevant des nymphes, lavis, New York, Metropolitan Museum of Art.